# Musca ambulans
Musca ambulans är en tvåvingeart som först beskrevs av Cornelius Herman Muller 1776.  Musca ambulans ingår i släktet Musca, ordningen tvåvingar, klassen egentliga insekter, fylumet leddjur och riket djur.
Artens utbredningsområde är Danmark. Inga underarter finns listade i Catalogue of Life.